# 艾琳·格雷
艾琳·格雷（英語：Eileen Gray，1878年8月9日—1976年10月31日)，出生全名是凱薩琳·艾琳·莫雷·史密斯（Kathleen Eileen Moray Smith），愛爾蘭恩尼斯科西出生的法國建築師，同時也是傢俱設計師以及現代主義建築運動的先驅。
在她的職業生涯中，她曾經與許多著名的歐洲藝術家共事過，包括凱斯琳·斯科特（Kathleen Scott），阿德莉妮·古爾斯塔（Adrienne Gorska），勒·柯比意等人，並與羅馬尼亞建築師簡·巴多維奇（Jean Badovci）是長期工作夥伴（相傳他們之間也有過親密關係）。她最著名的作品為1929年在法國羅克布呂訥-卡普馬丹所建造的房子，名為E-1027。

## 早年經歷
格雷在1878年8月9日出生於愛爾蘭韋克斯福德郡，是家中五個孩子的老么。她的父親詹姆斯·麥拉倫·史密斯（James MacLaren Smith）是一位蘇格蘭風景畫家，他鼓勵格雷繪畫。在格雷11歲時，她的父母離異，她的父親便離開愛爾蘭到了歐洲。格雷的母親Eveleen Pounden，是Francis Stuart的孫女，第十代的皇室血統（Earl of Moray）。在1875年叔叔過世之後，格雷的母親即變成了第19屆的格雷女爵（Baroness Gray）。雖然她的父母親當時已經離異，但是因為身份的轉換，格雷的父親姓氏變隨著皇頭銜的變化而改為Smith Gray，格雷與其他手足便與父親一同更改了姓氏。
格雷雖曾短暫在德國上過學，但其主要都還是在家由家教授課。她真正的藝術教育始於1900年倫敦的斯萊德美術學院（Slade School）。格雷的學校老師包含菲力普·威森·史特爾（Philip Wilson Steer）、亨利·頓克斯（Henry Tonks）以及弗雷德里克·布朗（Frederick Brown）。1901年當格雷在斯萊德美術學院時，她遇到了傢俱修復師迪恩·查爾斯（Dean Charles），查爾斯是第一個讓格雷接觸到漆藝的人。在1902，格雷與凱斯琳·布鲁斯（Kathleen Bruce）以及潔西·加文（Jessie Gavin）一起搬到了巴黎。他們就讀了克拉羅西學院（Académie Colarossi），不過之後便很快地轉到了朱利安學院（Académie Julian）。
1905年，格雷回到了倫敦照顧她生病的母親。接下來兩年，她開始與查爾斯一起研究漆藝，直至回到巴黎。回到巴黎後，她開始在Seizo Sugawara旗下訓練漆藝。當時Sugawara人在巴黎，協助修復日本寄到世界博覽會的瓷漆。格雷非常專注於學習，甚至還因此得了漆性皮膚炎，手上長滿了令人疼痛的疹子，不過她並沒有因此而停止。1910年，格雷與Sugawara共同開設了一間漆器工作室。到了1912年，她開始向一些法國富有的客戶收取佣金並製作瓷器。

## 建築
1921年，格雷與羅馬尼亞建築師暨作家簡·巴多維奇（Jean Badovci）陷入戀情。巴多維奇鼓勵格雷追尋她對建築的興趣。因為外國人在法國無法擁有自己的房地產，於1926年，格雷購入了土地並將此地過戶於巴多維奇名下，讓巴多維奇在合約上成了她的客戶。此建築共花了三年的時間完成建造。這棟房子名為E-1027，用的是她與巴多維奇首字母的編碼。E代表的是艾琳（Elieen），10代表的是J（Jean），2代表的是B（Badovci），7代表的是G（Gray）。E-1027是格雷的首個建築作品，後來也成為了她最具代表性的作品，甚至為她贏得了建築界的香奈兒之稱。

## 相關展覽
“艾琳·格雷”，巴德研究所，紐約，2020年2月29日-7月12日
“艾琳·格雷”，龐畢度中心，巴黎，2013年2月20日-5月30日
“艾琳·格雷”，現代藝術博物館，紐約，1980年2月6日-4月1日
1. ↑  Rowan Moore. . The Guardian. June 30, 2013  [June 10, 2014]. （原始内容存档于2014-07-14）.
2. ↑  . Bard Graduate Center.   [2020-03-09]. （原始内容存档于2021-03-01）.
3. ↑  . The Museum of Modern Art.   [2020-03-09]. （原始内容存档于2020-09-27）.